# Писаревский, Дмитрий Сергеевич
Дми́трий Серге́евич Писаре́вский (29 июля 1912 — 21 февраля 1990) — советский киновед, критик, публицист, сценарист, главный редактор журнала «Советский экран» (1961—1975), заслуженный работник культуры РСФСР (1969), доктор искусствоведения (1983), заслуженный деятель искусств РСФСР (1990).

## Биография
В 1934 году окончил Академию коммунистического воспитания имени Крупской. Работал инструктором-культурником, заведующим сектором массовых политических кампаний Центрального парка культуры и отдыха им. Горького. Фильм по его сценарию «День отдыха» (1937) получил золотую медаль Международной выставки в Париже.
В 1940 году вступил в ВКП(б). Работал в отделе пропаганды и агитации ЦК ВЛКСМ. В 1943 году по его сценарному плану был снят документальный фильм «Комсомольцы», посвящённый 25-летнему юбилею ВЛКСМ.
После войны был направлен на работу инструктором в сектор искусств Управления пропаганды и агитации ЦК ВКП(б). В начале 1949 года освобождён от должности за поддержку «группы эстетствующих театральных критиков».
В 1954 году в Академии общественных наук при ЦК КПСС защитил диссертацию на соискание учёной степени кандидата искусствоведения на тему «Марксистско-ленинское понимание типического и вопросы мастерства в киноискусстве (на опыте создания фильма „Чапаев“)».
С 1955 года — старший научный сотрудник Института истории искусств в Москве. В 1961—1975 годах — главный редактор журнала «Советский экран». В дальнейшем работал в Научно-исследовательском институте теории и истории кино Госкино СССР (с 1980 года — Всесоюзном научно-исследовательском институте киноискусства), где редактировал сборники «Из истории кино». В 1983 году защитил диссертацию на соискание учёной степени доктора искусствоведения на тему «Творчество братьев Васильевых, их вклад в искусство социалистического реализма».
Печатался с 1938 года. Автор критических статей, книг по истории и теории киноискусства.
Умер в 1990 году. Похоронен на Ваганьковском кладбище.

## Фильмография
- 1937 — День отдыха
- 1943 — Комсомольцы

## Звания
- Заслуженный работник культуры РСФСР (29 мая 1969 года)
- Заслуженный деятель искусств РСФСР (1990)